# Canal de Castilla
El canal de Castilla es una de las obras de ingeniería hidráulica más importantes de las realizadas entre mediados del siglo XVIII y el primer tercio del XIX en España. Recorre parte de las provincias de Burgos, Palencia y Valladolid, en la comunidad autónoma de Castilla y León, y fue construido para facilitar el transporte del trigo de Castilla hacia los puertos del norte y de allí a otros mercados. Sin embargo, ante la llegada del ferrocarril, quedó obsoleto.
Originalmente concebido como una red de cuatro canales que unirían El Espinar (Segovia) con Reinosa (Santander), debido a sus enormes dificultades técnicas e ingentes recursos, solo se llegaron a construir tres ramales (norte, sur y de Campos). Con una anchura que varía entre 11 y 22 metros, el canal discurre a lo largo de 207 kilómetros, atravesando 38 términos municipales, y uniendo las localidades de Alar del Rey (Palencia), donde tiene su nacimiento, con las de Valladolid y de Medina de Rioseco, situadas respectivamente al final de los ramales Sur y de Campos (el Canal tiene forma de Y invertida). Tiene un desnivel total de 150 metros.
La provincia de Palencia es la que más longitud de canal tiene (ramal Norte). Algunos kilómetros al septentrión de la capital palentina el canal se divide en dos grandes ramales que se dirigen uno a Medina de Rioseco (ramal de Campos) y otro a Valladolid (ramal sur).
A su paso por la ciudad de Palencia, a la que se acerca mediante un ramalillo terminado en una dársena para facilitar las tareas de carga y descarga, el canal de Castilla se sitúa a escasa distancia de dos de sus puntos más emblemáticos: Calahorra de Ribas, donde se cruza con el río Carrión, del que pasa a tomar las aguas, y el Serrón, en Grijota, donde el canal se bifurca en los ramales de Campos y del sur. Precisamente en Calahorra de Ribas se puede leer un monumental hito erigido para conmemorar la unión de los ríos Carrión y Pisuerga en agosto de 1791: 

En el Reinado del Señor Don Carlos IV y de su esposa Dña Luisa María (sic) a expensas del Real Erario, siendo Ministro de él el Excmo Señor Conde de Lerena, bajo cuyas órdenes dirigió la obra el Coronel Juan de Homar, Caballero de Calatrava. Era el Conde de Lerena, Don Pedro López de Lerena y Cuenca, Ministro de Hacienda en aquellos años.

## Precedentes
Los antecedentes de esta gran obra hidráulica se remontan a los siglos XVI y XVII. El desarrollo de sistemas de navegación interiores en Europa, que fomentará el comercio y el regadío, se traducen en España en estudios dirigidos por Bartolomé Bustamante en 1549 sobre las posibilidades que ofrecía la cuenca del Pisuerga.
El siglo XVIII verá desempolvar estos viejos proyectos en tiempos de Fernando VI por iniciativa del marqués de la Ensenada. La idea ilustrada de la mejora de las comunicaciones interiores como fomento de la actividad económica tomará cuerpo con dos realizaciones fundamentales: el Canal Imperial de Aragón y el canal de Castilla.

## La obra
El canal de Castilla, el proyecto más importante de ingeniería civil de la España ilustrada, tenía por objetivo principal servir como vía de comunicación y transporte que solucionase el problema de aislamiento que sufría la meseta norte, debido a un relieve complicado y una deficiente red viaria, que hacía casi imposible el transporte de los productos agrarios de la región.

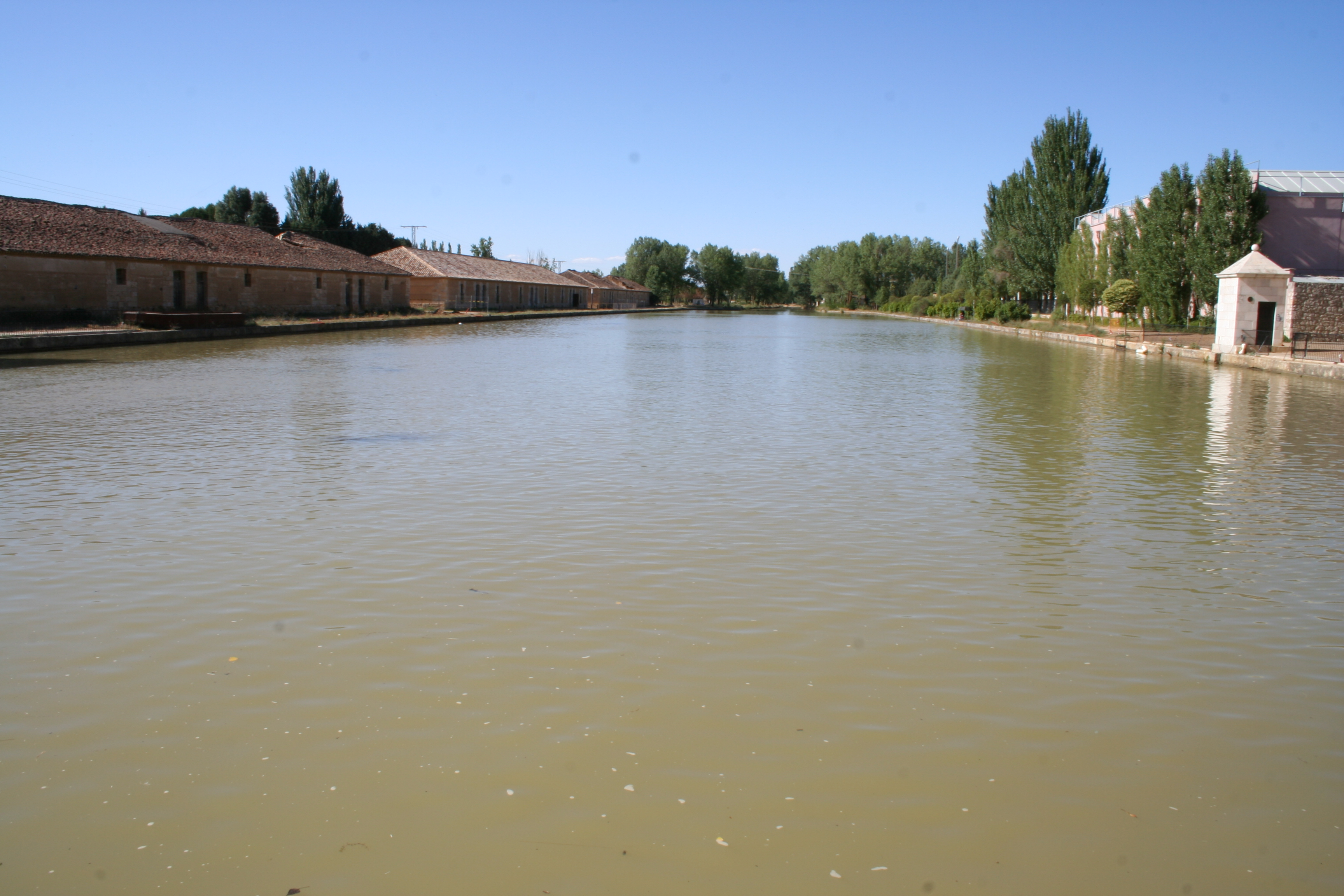
Embarcadero del canal de Castilla en Medina de Rioseco.

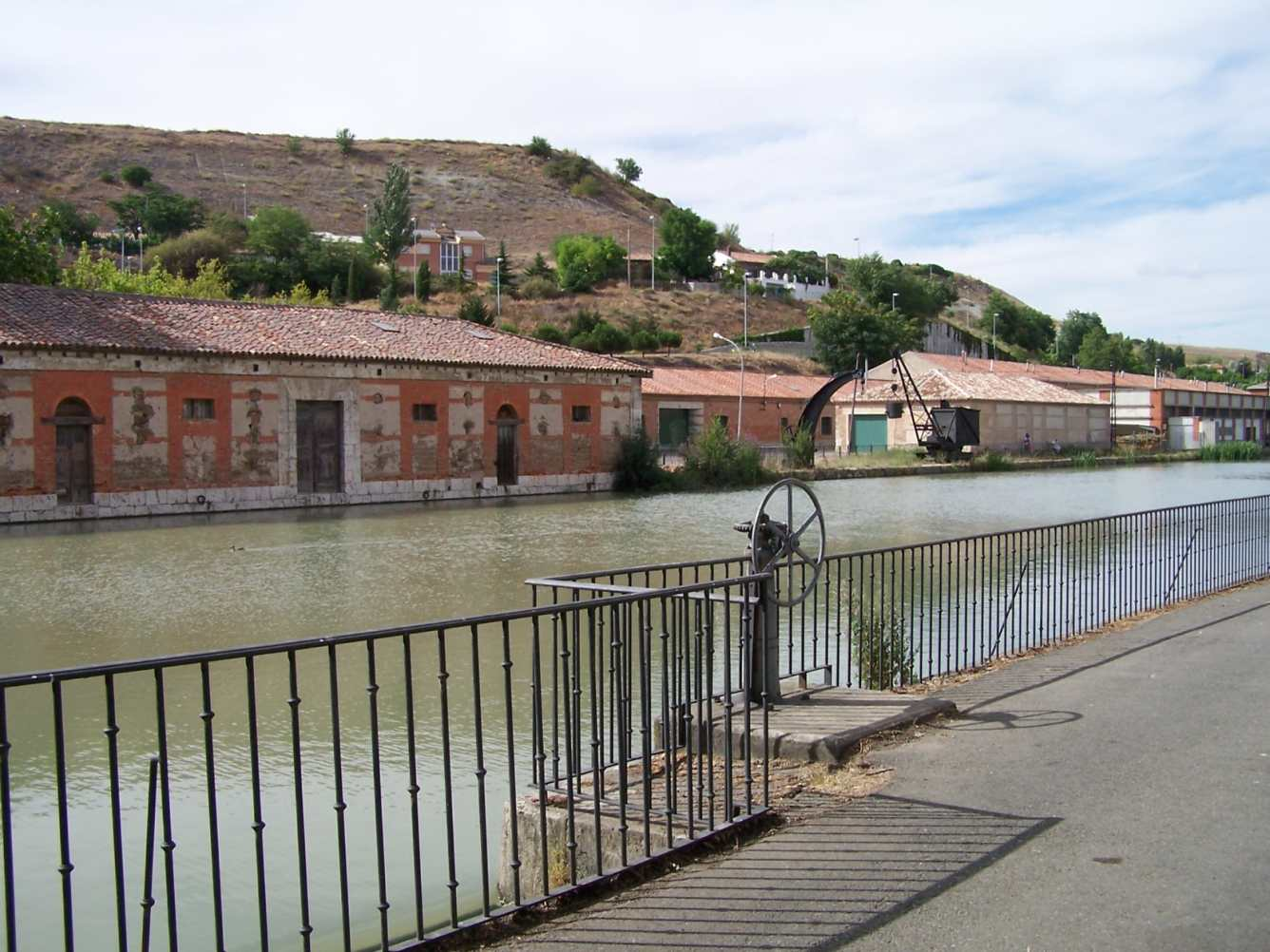
Canal de Castilla, dársena del canal de Castilla de Valladolid. La idea de este canal era servir como vía de comunicación y transporte que solucionase el problema de aislamiento que sufría la meseta castellana, debido al relieve complicado y una deficiente red viaria, que hacía casi imposible el transporte de los productos agrarios de la región.

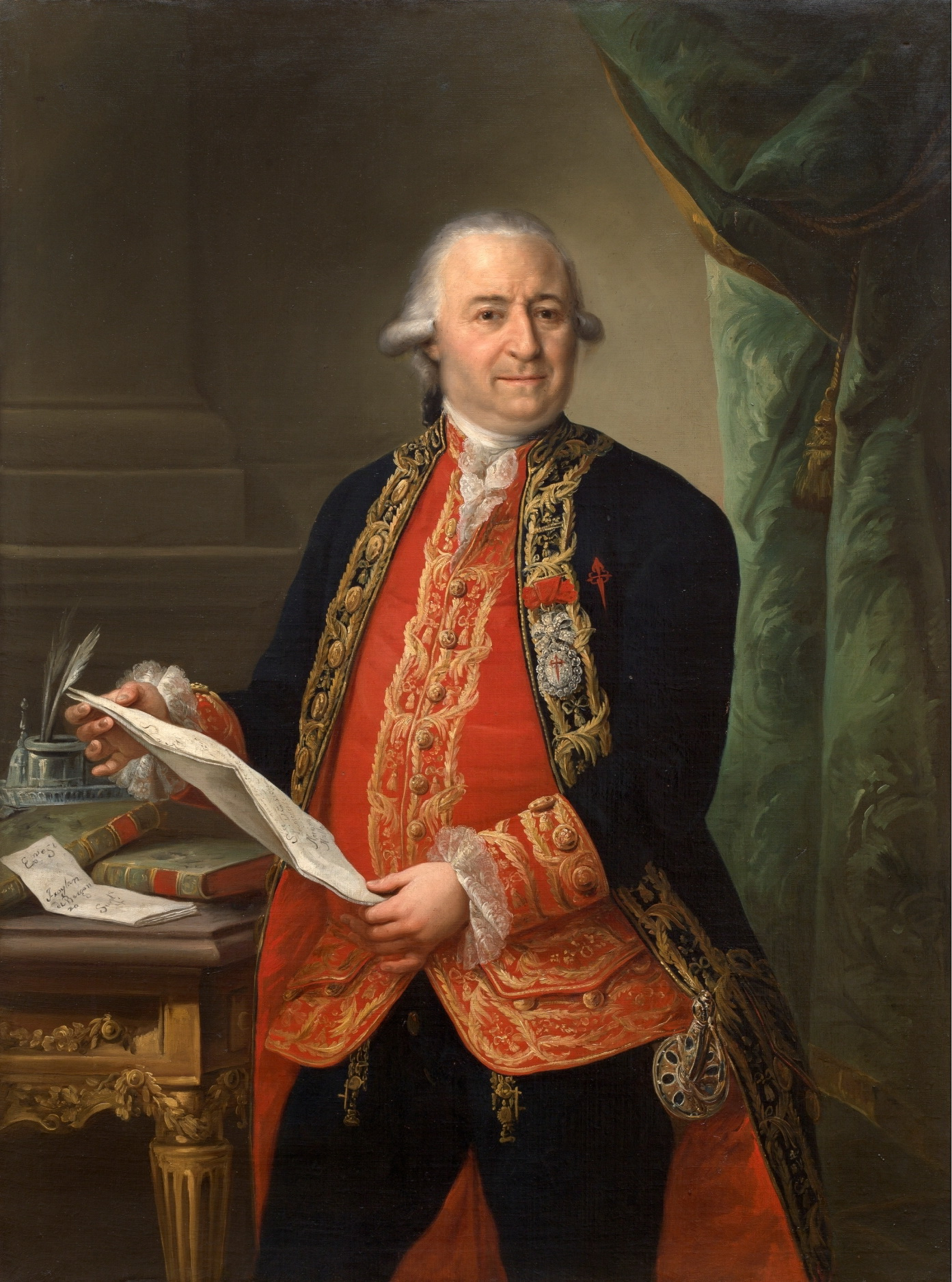
Pedro López de Lerena.

A mediados del siglo XVIII, el rey Fernando VI y su ministro, el marqués de la Ensenada, empezaron a pensar en un plan para potenciar la economía de España, y entonces el Marqués sugiere a Fernando VI la construcción de una red de caminos y canales de transporte pensados para Castilla, al ser, por entonces, la principal productora de cereales. Dos años después, Antonio de Ulloa, prestigioso ingeniero, presenta el Proyecto General de los Canales de Navegación y Riego para los Reinos de Castilla y de León inspirado en anteriores trabajos del francés Carlos Lemaur.
Las obras del canal comenzaron el 16 de julio de 1753 en Calahorra de Ribas, bajo la dirección de Antonio de Ulloa y el ingeniero jefe Carlos Lemaur, en el tramo conocido como ramal de Campos.  Al año de haberse iniciado se paralizan, habiéndose construido hasta entonces 25 kilómetros, desde Calahorra de Ribas. Más tarde, en 1759, las obras se reanudan, pero esta vez se inician en el estrecho de Nogales, cerca de Alar del Rey, y así comenzó la construcción del ramal del norte, finalizando las obras de este ramal en agosto de 1791, cuando las aguas del norte se unen con las del ramal de Campos en el lugar de Calahorra de Ribas.
Al año siguiente de la finalización del ramal borte se inicia la navegación en Alar del Rey, a la vez que se comienzan las obras del ramal sur hacía Valladolid. La guerra de la Independencia y la posterior crisis política, económica y social ocasionaron grandes destrozos en lo ya construido, y obligaron a paralizar las obras en Soto Albúrez en el año 1804.
El rey Fernando VII, viendo que el erario público no era capaz de seguir financiando el coste de la  obra, dicta en septiembre de 1828 una Real Orden para que el proyecto pudiera ser realizado por una empresa privada. De esta forma, en 1831 el Estado concede a la Compañía del Canal de Castilla la explotación del canal durante 80 años, una vez terminadas las obras. A cambio se compromete a finalizar las obras en siete años. De nuevo la guerra impide el cumplimiento de los plazos establecidos, por lo que es necesario un nuevo contrato mediante el cual se acorta el plazo de explotación a 70 años, y se amplía el plazo para realizar las obras. Una vez privatizada su construcción en 1835 se finaliza el ramal del sur con la llegada de las aguas al río Pisuerga a Valladolid, y en 1849 se ve finalizado el ramal de Campos bajo el reinado de Isabel II.

Así el 14 de diciembre de 1849 comienza la explotación del canal de Castilla por la Compañía del Canal de Castilla y un periodo de 70 años, revertirá de nuevo al Estado, que lo administra desde entonces, dependiendo de la Confederación Hidrográfica del Duero. Aunque la navegación comenzó a finales del siglo XVIII, la época de mayor esplendor tuvo lugar entre los años 1850-1860, cuando las barcas que surcaban el canal superaban las 350. Pero a partir de la apertura de la línea férrea Valladolid-Alar del Rey, con un trazado casi paralelo al del canal de Castilla, se limita su uso porque la vía ferroviaria era más económica que el canal. 

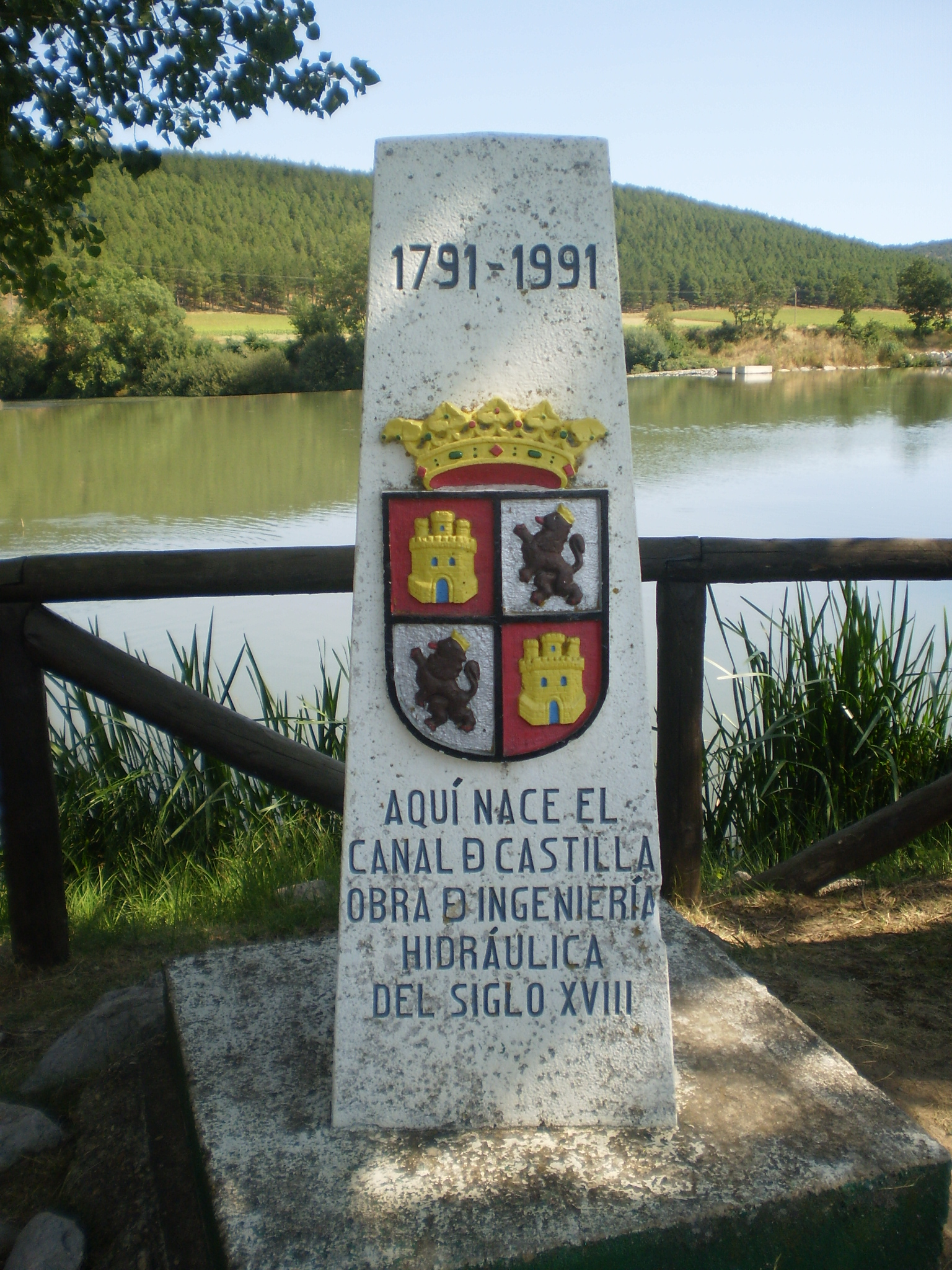
Monolito conmemorativo por los 200 años del ramal norte del canal de Castilla en Alar del Rey.

No obstante su cauce sigue proporcionando otros usos derivados de la fuerza motriz, generando un desarrollo económico e industrial en las localidades por las que discurre y propiciando que nazcan fábricas de papel, harinas, cueros, molinos, armas e incluso astilleros.

## Aprovechamiento económico
La navegación comercial de granos por medio de barcazas fue el principal recurso hasta 1860 en que se inaugura la línea ferroviaria Venta de Baños-Alar del Rey. El ferrocarril Valladolid-Medina de Rioseco supone, por último, el colapso del tráfico de mercancías. El aprovechamiento de la fuerza motriz en las esclusas —molinos harineros, batanes, etc.— y la utilización de agua para riego agrícola —23 000 hectáreas— serán las principales utilizaciones desde la segunda mitad del siglo XIX.

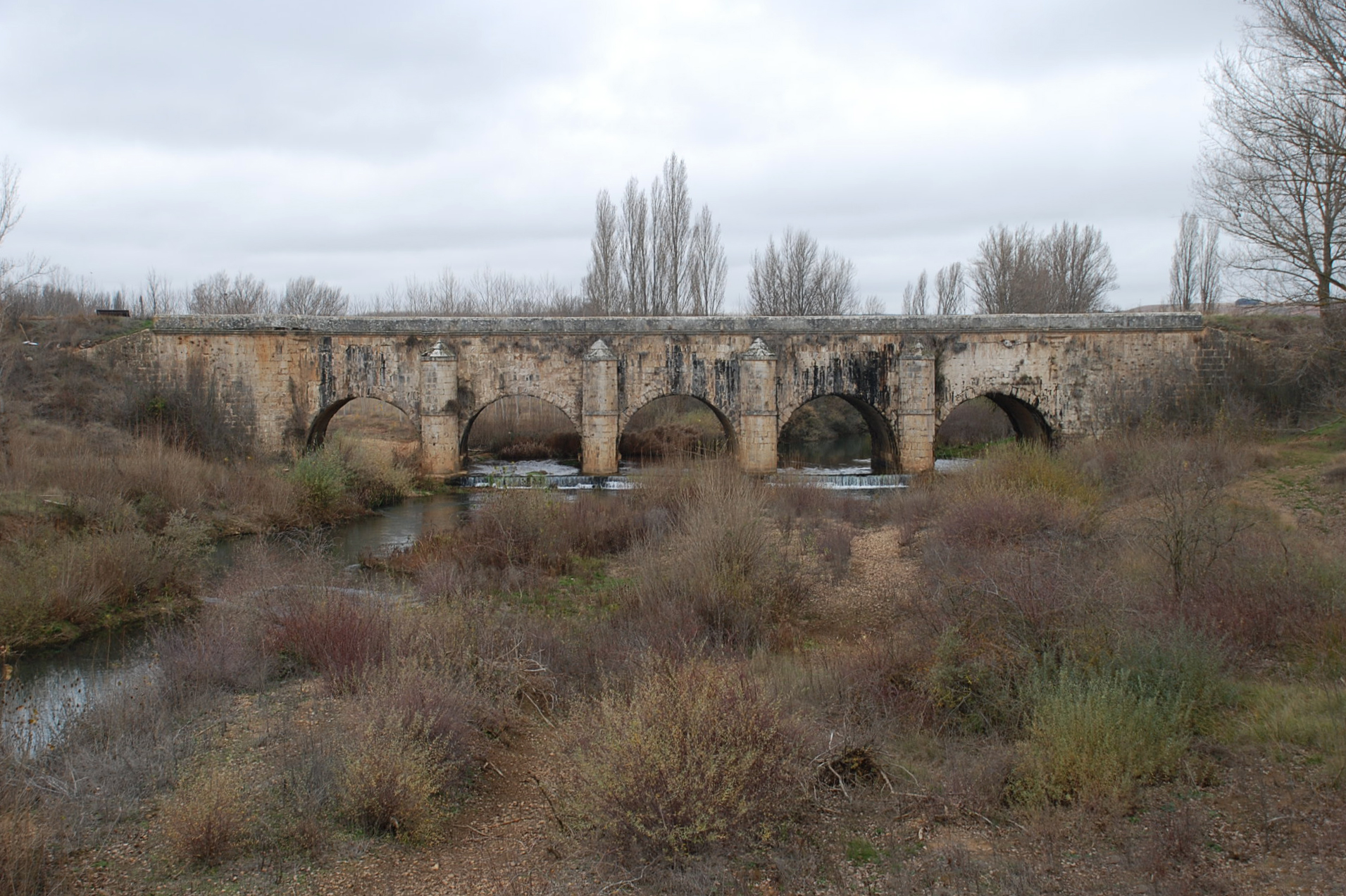
Acueducto de Abánades sobre el río Valdavia

Actualmente el principal uso económico directo es el regadío, habiéndose abandonado la navegación en 1959.
Otro recurso muy explotado en el presente siglo comienza a ser la promoción turística de este gran legado arquitectónico que el Canal de Castilla constituye.
En 2010 está previsto comenzar la celebración de un acontecimiento cicloturista, el Gran Premio Canal de Castilla, que intentará resurgir el pasado esplendor del Canal de Castilla a través de la promoción de sus valores patrimoniales, naturales a través de esta prueba deportiva, que en un futuro próximo pretende convertirse en carrera ciclista profesional.
El Gran Premio Canal de Castilla combina tramos asfaltados con tramos donde los ciclistas circularán por el camino de sirga, dotando a la prueba de una espectacularidad inspirada en las grandes carreras clásicas centroeuropeas, como la París-Roubaix o el Tour de Flandes.

## Zona de interés histórico y natural

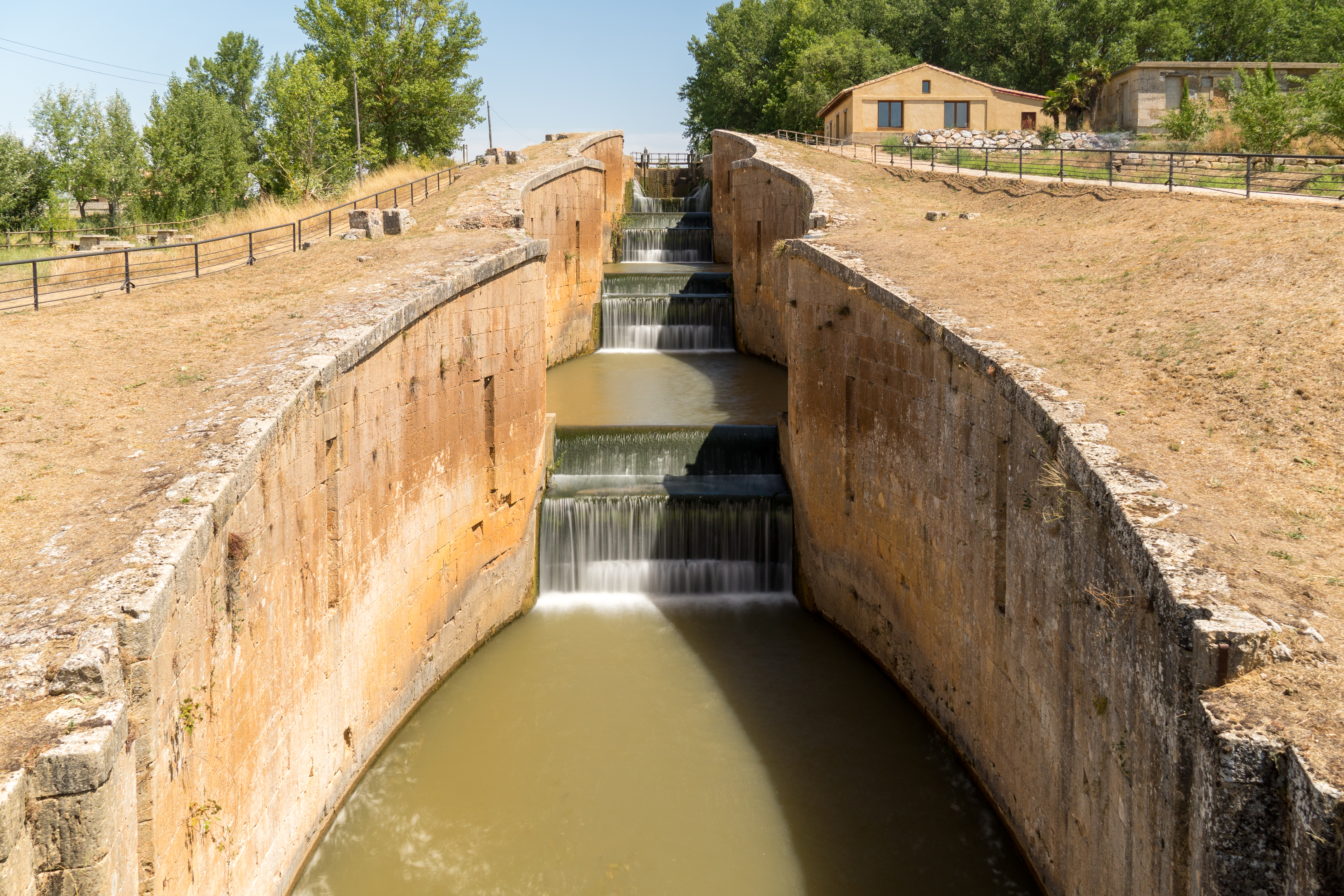
Esclusas 17, 18, 19 y 20, en Frómista.

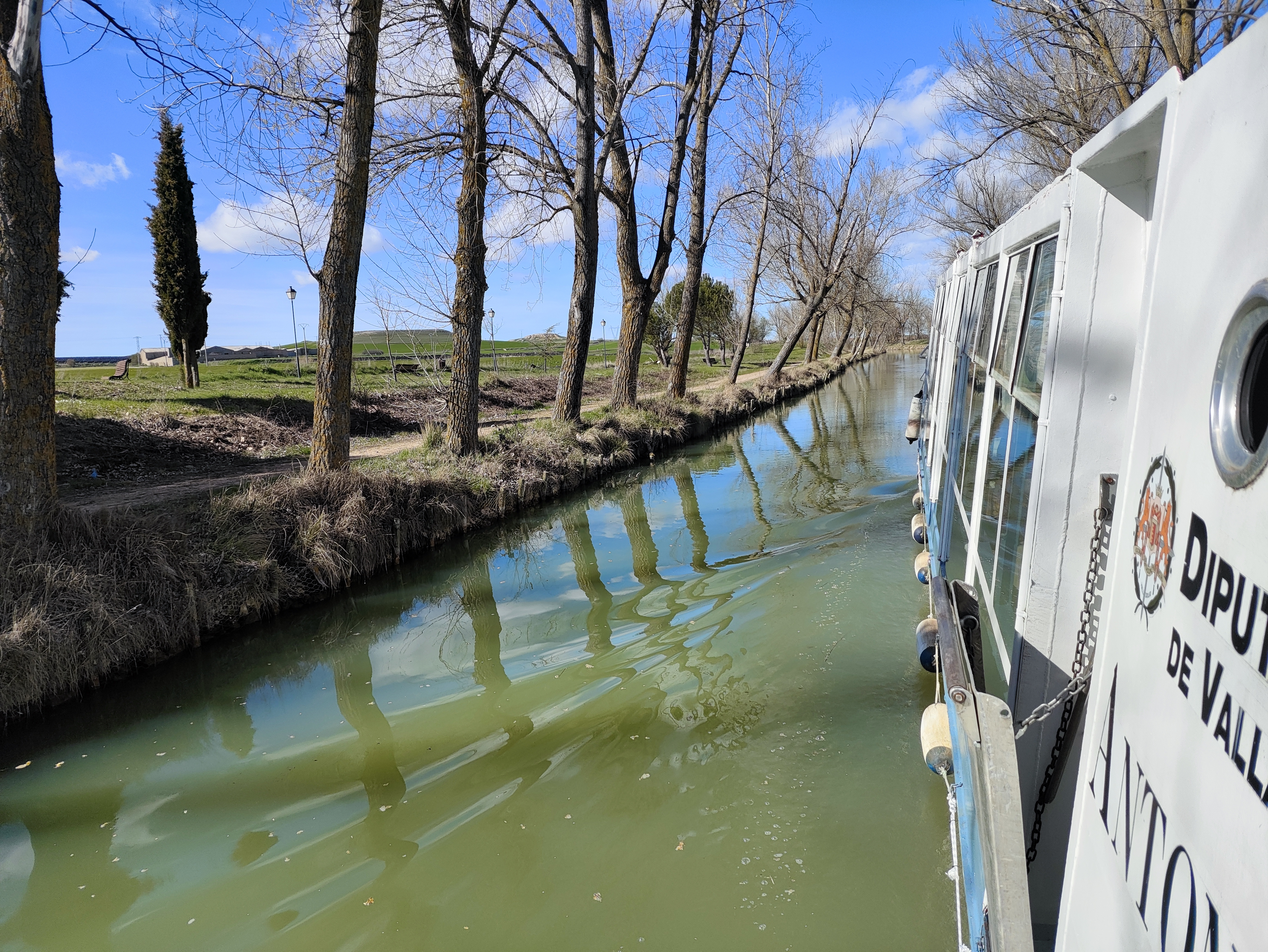
El barco turístico Antonio de Ulloa recorre el ramal de Campos del canal de Castilla desde Medina de Rioseco.

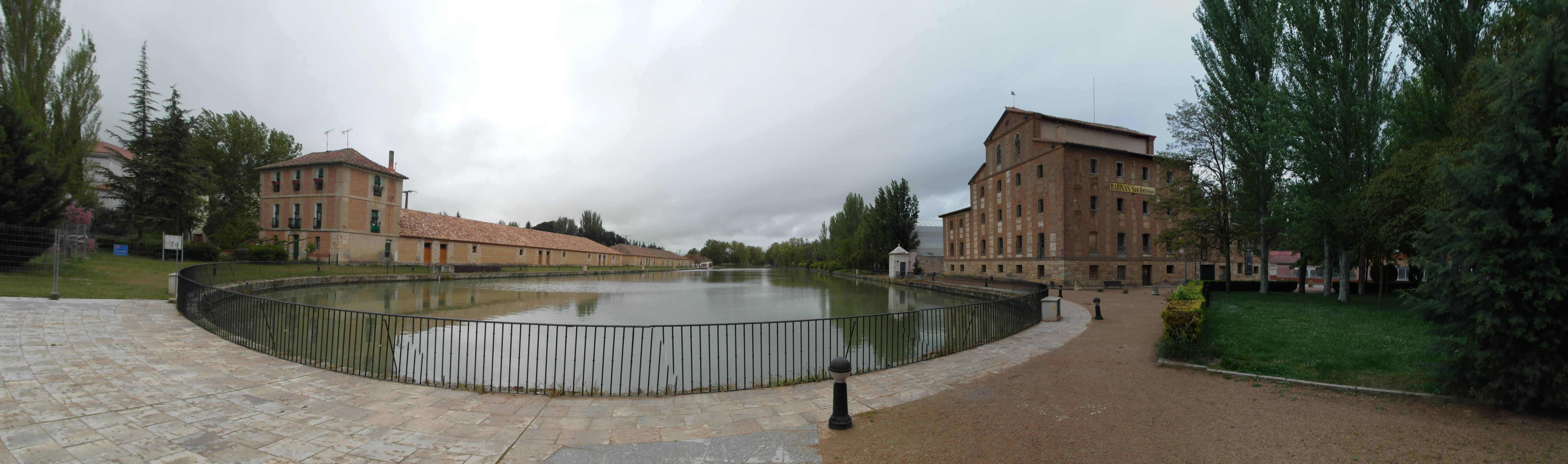
Dársena del canal en Medina de Rioseco, con edificios de antiguos almacenes de grano (izquierda) y la fábrica de harinas de San Antonio (derecha).

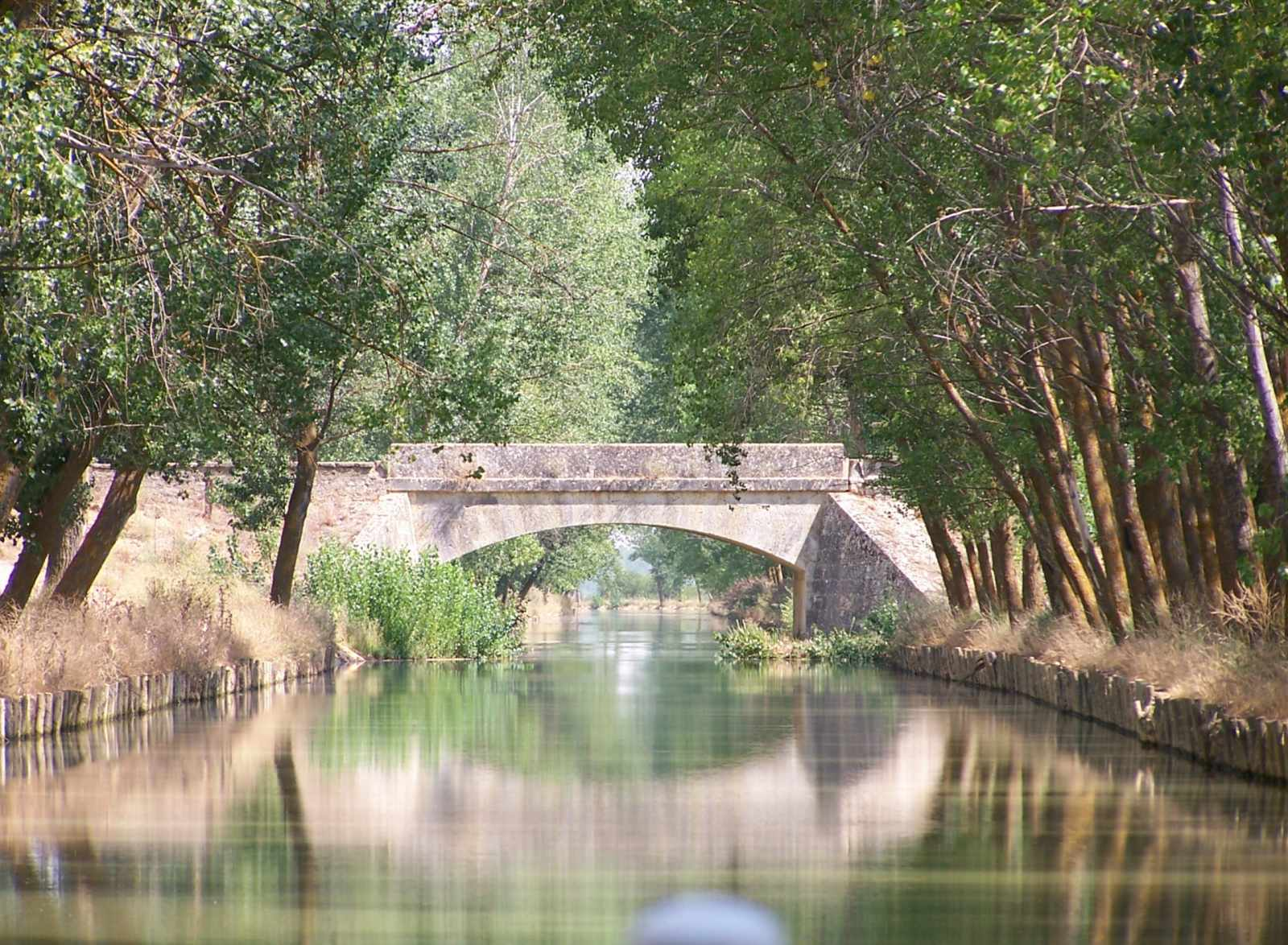
Puente del Canal de Castilla.

En la actualidad, esta gran «Y» invertida que recorre de norte a sur la autonomía castellano y leonesa, conserva un valioso entramado de esclusas,  molinos de harina, almacenes y dársenas de gran interés histórico. Además, proporciona abastecimiento de agua a núcleos urbanos, regadíos al campo y espacio cultural y de ocio a autóctonos y visitantes. Se están realizando distintas inversiones para recuperarlo y darle una salida dentro del turismo rural a la vez que se acondicionan sus caminos de sirga como vías cicloturísticas, ya que en sus orillas ha surgido diversos ecosistemas de ribera, con una primera franja de vegetación higrófila formada por carrizos y espadañas, una segunda franja similar a un bosque galería (olmos, chopos negros, álamos blancos, fresnos, sauces, alisos, madreselvas...); y una tercera franja de arbustos. Entre la fauna destacable tenemos aguiluchos laguneros, numerosas ardeidas, anseriformes y Podicipediformes, entre otros.
Con el paso del tiempo, en los márgenes del Canal de Castilla se han ido formando una serie de humedales de alto valor ecológico, que representan una isla de biodiversidad dentro del paisaje homogéneo de Tierra de Campos. Estos humedales tienen una extensión variable: algunos no llegan a ocupar ni una hectárea mientras que otros superan las 20. Su alto valor ecológico está relacionado con su diversa vegetación acuática y con el importante número de especies vertebradas que albergan. Dentro de las aves, en el Canal hay 121 especies de aves nidificantes y también aves invernantes y aves migradoras y accidentales; 42 especies de mamíferos, 15 de ellas insectívoros; 11 especies de anfibios y 14 de reptiles y 14 especies de peces. Estos valores medioambientales han supuesto su inclusión dentro de la Red Natura 2000, ya que la mayor parte de los humedales han sido declarados como Zona de Especial Protección para las Aves (ZEPA) y Lugares de Interés Comunitario (LIC), estando a la vez incluidos en el Catálogo Regional de Zonas Húmedas. Sin embargo, este grado de protección no ha sido suficiente y actualmente las lagunas del Canal de Castilla cuentan con un estado de conservación deplorable e incluso algunas han desaparecido.

### Ramal Norte

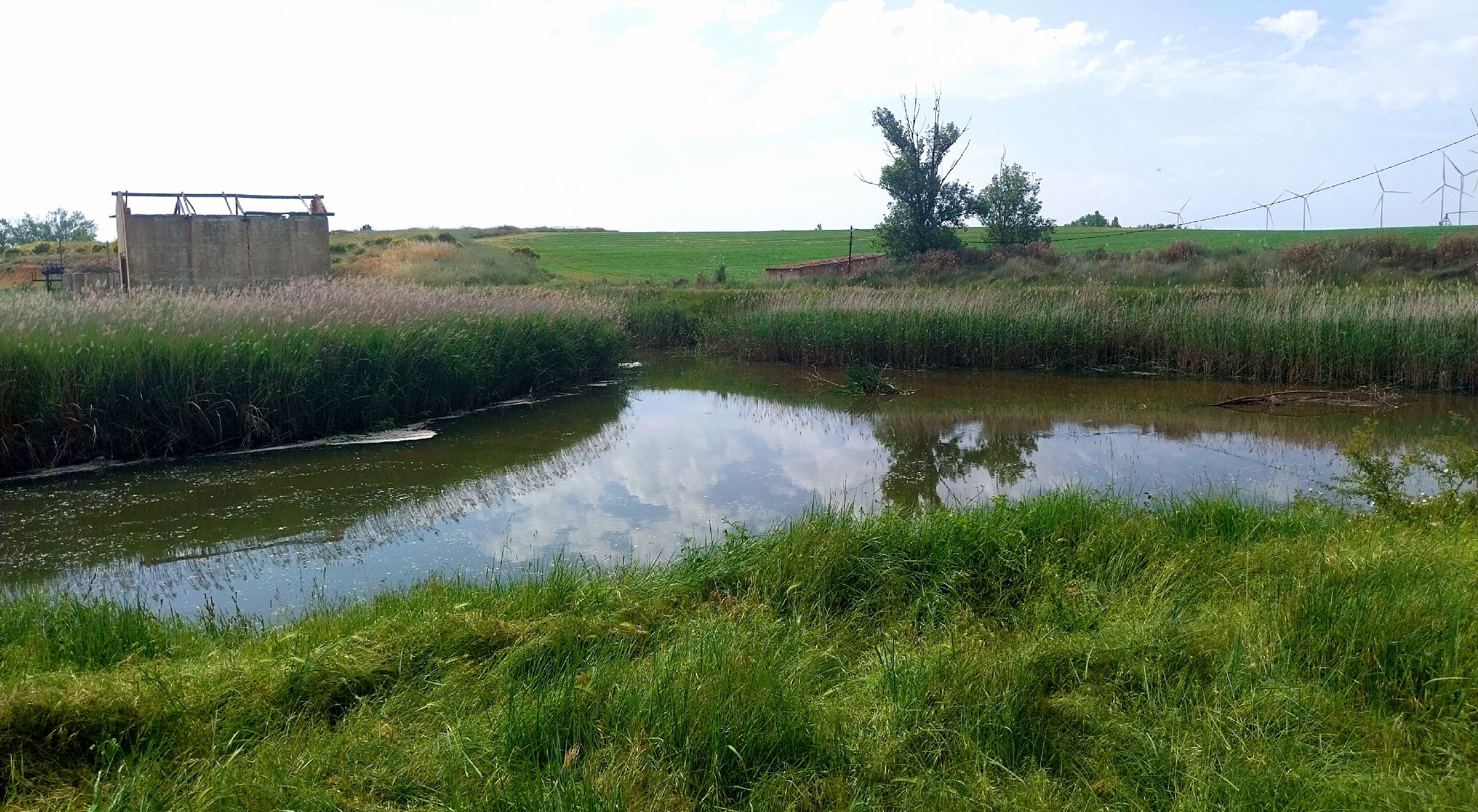
Bifurcación de los ramales Sur (izquierda de la imagen), Norte (derecha) y de Campos (centro) en El Serrón (Grijota, Palencia)

El Ramal Norte, de 75 kilómetros, es el ramal con más desnivel, requiriendo la construcción de 24 esclusas. Toma sus aguas del río Pisuerga, en Alar del Rey, y finaliza en el río Carrión, en Calahorra de Ribas.

#### Pueblos por los que discurre el ramal norte
Ordenados de norte a sur y de este a oeste.

##### Provincia dePalencia
| - Alar del Rey - San Quirce de Riopisuerga - Herrera de Pisuerga | - Ventosa de Pisuerga - Castrillo de Riopisuerga | - Olmos de Pisuerga - Naveros de Pisuerga |

##### Provincia deBurgos
| - San Llorente de la Vega | - Melgar de Fernamental |  |

##### Provincia dePalencia
| - Osorno la Mayor - Santillana de Campos - Las Cabañas de Castilla. | - Requena de Campos - Boadilla del Camino - Frómista - Piña de Campos | - Amusco - Amayuelas de Arriba - Amayuelas de Abajo - Ribas de Campos |

### Ramal de Campos
El Ramal de Campos, de 78 kilómetros, es el ramal con menos desnivel, requiriendo la construcción de 7 esclusas. Comienza en Calahorra de Ribas y sigue hasta Medina de Rioseco.

#### Municipios por los que discurre el ramal de Campos

##### Provincia dePalencia
| - Ribas de Campos - Becerril de Campos - Husillos - Villaumbrales | - Paredes de Nava - Fuentes de Nava - Autillo de Campos - Abarca de Campos | - Castromocho - Capillas - Castil de Vela - Belmonte de Campos |

##### Provincia deValladolid
| - Tamariz de Campos | - Villanueva de San Mancio | - Medina de Rioseco |

### Ramal Sur
El Ramal Sur, de 54 kilómetros, tiene 18 esclusas. Comienza en la bifurcación del Ramal de Campos en Serrón, y sigue hasta Valladolid.

#### Municipios por los que discurre el ramal sur

##### Provincia dePalencia
| - Grijota - Palencia | - Villamuriel de Cerrato | - Dueñas |

##### Provincia deValladolid
| - Cubillas de Santa Marta - Trigueros del Valle | - Corcos del Valle - Cabezón de Pisuerga | - Cigales - Valladolid |